# 井上佳子 (レスリング選手)
井上 佳子（いのうえ よしこ、1988年4月26日 - ）は、山口県出身の元女子レスリング選手である。2011年女子世界選手権67kg級銅メダリスト。至学館高等学校・至学館大学卒業。クリナップ所属。161cm。

## 来歴
至学館高校では2004・05年に全国高校女子選手権優勝。2005年はアジアカデット選手権でも優勝。
2006年は世界ジュニア選手権、さらに全日本選手権でも優勝。
至学館大学進学後の2007・2009年に世界選手権で5位入賞。
2011年よりクリナップ所属。同年のアジア選手権で優勝。そして世界選手権で銅メダル獲得。